# جين شور (شاعرة)
جين شور (بالإنجليزية: Jane Shore)‏ (20 مارس 1947، نيوجيرسي في الولايات المتحدة)؛ كاتِبة وشاعرة أمريكية.

## الجوائز
- زمالة غوغنهايم